# Агабальянц, Эдуард Гаспарович
Эдуа́рд Гаспа́рович Агабалья́нц (4 июля 1932, Ростов-на-Дону, РСФСР — 5 августа 1996, Киев) — советский и украинский учёный армянского происхождения, химик-аналитик, доктор химических наук (1973).
Лауреат государственной премии Украинской ССР в области науки и техники (1969).

## Биография
После окончания в 1957 году Кишинёвский университета работал химиком-аналитиком в Центральной научно-исследовательской лаборатории «Сахартреста» в Краснодаре (1957—1958). В 1958—1962 годах — младший научный сотрудник Краснодарского филиала Всесоюзного НИИ нефти, аспирант, младший научный сотрудник, затем в 1962—1967 гг. — старший научный сотрудник Института общей и неорганической химии АН УССР, старший научный сотрудник Института коллоидной химии и химии воды АН УССР (1967—1977), старший научный сотрудник, руководитель структурной лаборатории Института общей и неорганической химии АН УССР (1977—1991), старший научный сотрудник Института сорбции и проблем эндоэкологии НАНУ (1991—1996).
В 1965 году — кандидат наук, в 1973 году стал доктором химических наук.

## Научная деятельность
Специалист в области физико-химии и физико-химической механики дисперсных систем, а также детализированные методики коллоидно-химических исследований, структурно-механического и реологического анализов. Изобретатель. Получил ряд патентов СССР, в том числе, «Устройство для определения набухания глинистых грунтов».
Занимался исследованиями в области физико-химической механики термосолестойких промывочных жидкостей.
Разработал новое научное направление — получение дисперсных материалов и специальных покрытий, влияние на свойства и регулирования агрегативные и структурные свойства водных и неводных систем этих материалов в экстремальных условиях. Разработал научные основы получения новых сорбционных материалов на основе естественных глинистых минералов (палыгорскит, вермикулит и др.) для освещения и стабилизации водных растворов различного типа.
Работал над современными физико-химическими методами анализа дисперсных минералов и промывочных жидкостей на их основе применительно к практике глубокого и сверхглубокого бурения.
Автор большого количества научных работ и научно-популярных книг, посвящённых глине, её лечебным и прочим свойствам.

## Избранные труды
- Методи фізико-хімічного контролю бурових глинистих суспензій. К., 1965;
- Палыгорскит в бурении. К., 1966 (в соавт.);
- Термосолеустойчивые промывочные жидкости на основе палыгорскита. М., 1970 (в соавт.);
- Методы физико-химического анализа промывочных жидкостей (в соавт. 1972);
- У країні вуглецю і водню. К., «Веселка», 1978;
- Промывочные жидкости для осложненных условий бурения. М.: Недра, 1982;
- Второе рождение материал. К.: Наукова думка, 1983. (Научно-популярная литература)

## Награды
В 1969 году за разработку проблемы физико-химической механики термосолестойких дисперсных глинистых минералов стал лауреатом государственной премии Украинской ССР в области науки и техники.